# Obwód mohylewski

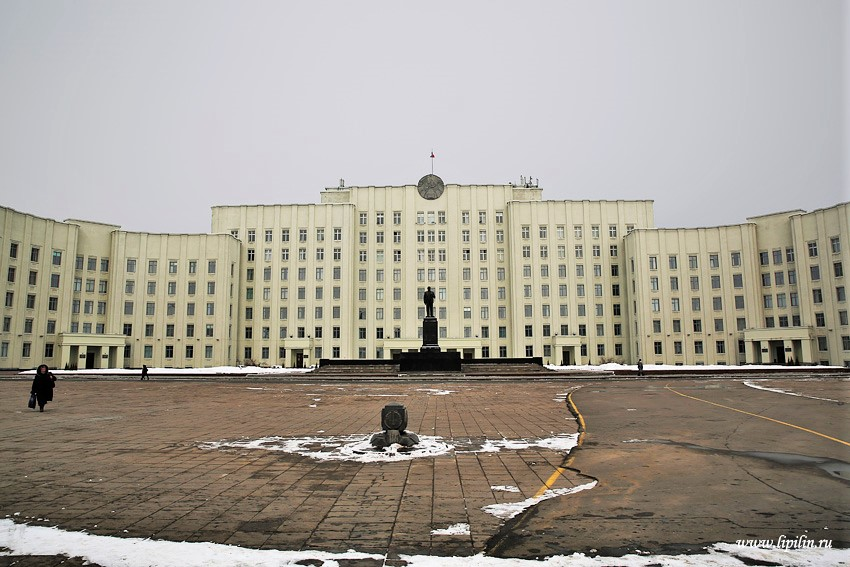
Dom Sowietów w Mohylewie – siedziba Komitetu Wykonawczego Obwodu Mohylewskiego

Obwód mohylewski (biał. Магілёўская вобласць, trb. Mahilouskaja wobłasć; ros. Могилёвская область) – obwód Białorusi leżący we wschodniej części przy granicy z Rosją. Stolicą obwodu jest Mohylew.
Rejony:
1. Białynicki (Białynicze) Бялыніцкі (Białynicki)
2. Bobrujski (Bobrujsk) Бабруйскі (Babrujski)
3. Bychowski (Bychów) Быхаўскі (Bychauski)
4. Chocimski (Chocimsk) Хоцімскі (Chocimski)
5. Czauski (Czausy) Чавускі (Czawuski)
6. Czerykowski (Czeryków) Чэрыкаўскі (Ćzerykauski)
7. Drybiński (Drybin) Дрыбінскі (Drybinski)
8. Hłuski (Hłusk) Глускі (Hłuski)
9. Horecki (Horki) Горацкі (Horacki)
10. Kirowski (Kirowsk) Кіраўскі (Kirauski)
11. Kliczewski (Kliczew) Клічаўскі (Kliczauski)
12. Klimowicki (Klimowicze) Клімавіцкі (Klimawicki)
13. Kościukowicki (Kościukowicze) Касьцюковіцкі (Kaściukowicki)
14. Krasnopolski (Krasnopole) Краснапольскі (Krasnapolski)
15. Kruhelski (Kruhłe) Круглянскі (Kruhlanski)
16. Krzyczewski (Krzyczew) Крычаўскі (Kryczauski)
17. Mścisławski (Mścisław) Мсціслаўскі (Mscisłauski)
18. Mohylewski (Mohylew) Магілёўскі (Mahilouski)
19. Osipowicki (Osipowicze) Асіповіцкі (Asipowicki)
20. Sławogradzki (Sławograd) Слаўгарадзкі (Słauharadzki)
21. Szkłowski (Szkłów) Шклоўскі (Szkłouski)

## Demografia
Liczba ludności:
- 1998: 1 241 300
- 1999: 1 214 000 (853 000 miejska, 361 000 wiejska)[2]
- 2003: 1 180 500
- 2006: 1 138 000
- 2007: 1 129 600
- 2008: 1 125 100
- 2009: 1 095 000 (830 000 miejska, 265 000 wiejska)[2]
- 1 stycznia 2010: 1 091 900 (828 000 miejska, 263 900 wiejska)[3]
- 1 stycznia 2011: 1 088 100[4]
- 1 maja 2011: 1 085 400[5]

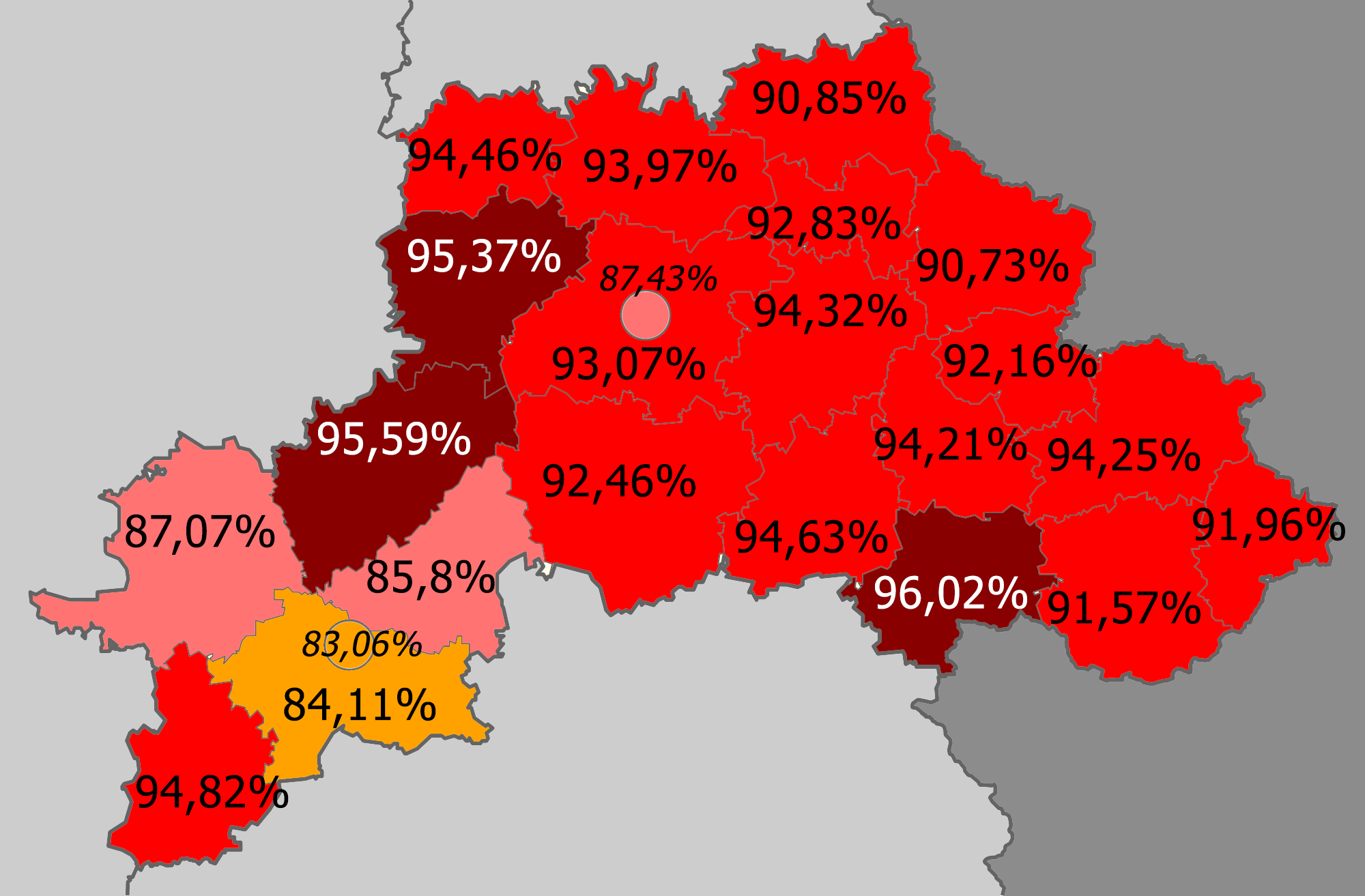
Białorusini     >95%     90–95%     85—90%     <85%
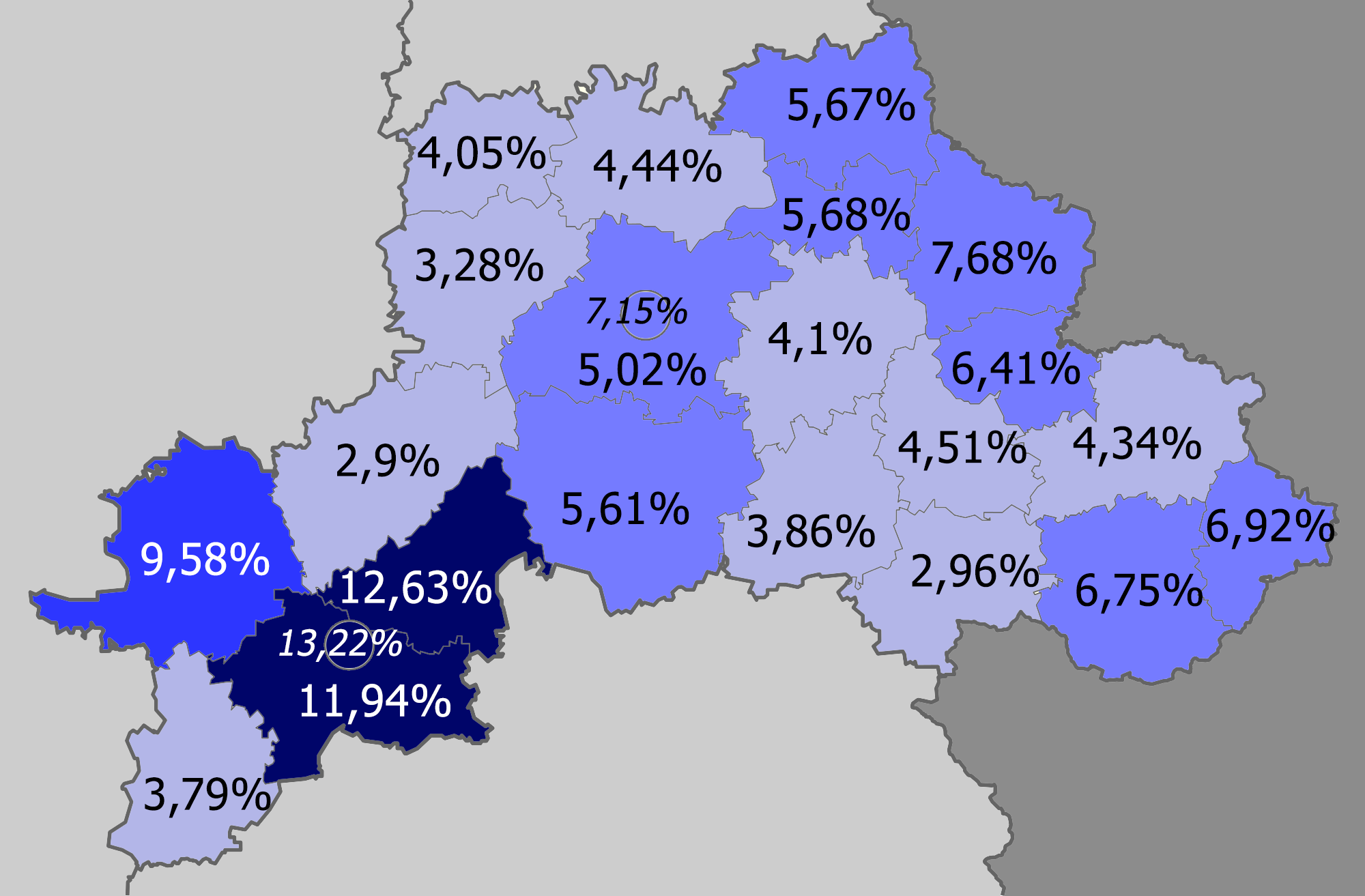
Rosjanie     >10%     8–10%     5–8%     <5%